# Hussein Carneil
Hussein Carneil (Mazar-i Sharif, 9 maggio 2003) è un calciatore afghano naturalizzato svedese, centrocampista dell'IFK Göteborg.

## Biografia
Nato in Afghanistan, si è trasferito con la famiglia in Svezia all'età di 3 anni per sfuggire dalla guerra.

## Carriera

### Club
Cresciuto nel settore giovanile dell'IFK Göteborg, debutta in prima squadra il 20 febbraio 2022, in occasione dell'incontro di Svenska Cupen vinto per 2-0 contro il Landskrona BoIS. Il 17 aprile debutta anche nell'Allsvenskan, disputando l'incontro vinto per 0-2 contro l'Häcken. Il 1º agosto realizza la sua prima rete in campionato, nell'incontro vinto contro l'IFK Norrköping, fissando il risultato sul 2-0.
Dopo essere sceso in campo nell'aprile 2023 nelle prime due giornate dell'Allsvenskan di quell'anno, Carneil è stato vittima di un infortunio: il club non ha specificato la natura del problema, limitandosi a comunicare il fatto di cercare di avere nuovamente a disposizione il giocatore per il successivo agosto, mese in cui è poi effettivamente tornato in campo. I problemi fisici hanno continuato a condizionarlo anche nel 2024, visto che un'operazione al ginocchio a cui si è sottoposto nel precampionato lo ha tenuto fuori per gran parte di un'Allsvenskan 2024 in cui ha collezionato solo due presenze.

### Nazionale
Ha giocato nella nazionale svedese Under-21.

## Statistiche

### Presenze e reti nei club
Statistiche aggiornate al 26 aprile 2023.
| Stagione            | Squadra             | Campionato          | Campionato | Campionato | Coppe nazionali | Coppe nazionali | Coppe nazionali | Coppe continentali | Coppe continentali | Coppe continentali | Altre coppe | Altre coppe | Altre coppe | Totale | Totale |
| Stagione            | Squadra             | Comp                | Pres       | Reti       | Comp            | Pres            | Reti            | Comp               | Pres               | Reti               | Comp        | Pres        | Reti        | Pres   | Reti   |
| ------------------- | ------------------- | ------------------- | ---------- | ---------- | --------------- | --------------- | --------------- | ------------------ | ------------------ | ------------------ | ----------- | ----------- | ----------- | ------ | ------ |
| 2022                | IFK Göteborg        | A                   | 24         | 1          | CS+CS           | 2+1             | 0               |                    | -                  | -                  |             | -           | -           | 27     | 1      |
| 2023                | IFK Göteborg        | A                   | 2          | 0          | CS              | 3               | 1               |                    | -                  | -                  |             | -           | -           | 5      | 1      |
| Totale IFK Göteborg | Totale IFK Göteborg | Totale IFK Göteborg | 26         | 1          |                 | 6               | 1               |                    | -                  | -                  |             | -           | -           | 32     | 2      |
| Totale carriera     | Totale carriera     | Totale carriera     | 26         | 1          |                 | 6               | 1               |                    | -                  | -                  |             | -           | -           | 32     | 2      |